# Bruno Sánchez-Andrade Nuño
Bruno Sánchez-Andrade Nuño (Oviedo, 1981) es un astrofísico español, político, escritor, conferencista y asesor del Banco Mundial. Actualmente es director del Planetary Computer de Microsoft.

## Biografía
Nacido en Oviedo, estudió Física en la Universidad de Oviedo, astrofísica en la Universidad de La Laguna y se doctoró en Astrofísica en el Instituto Max Planck para la investigación del sistema solar. Se mudó a EE. UU. para estudiar la superficie del Sol en proyectos de la NASA y en 2011 abandonó la investigación académica para dedicarse a la asesoría científica.
Tras dejar la academia trabajó entre 2011 y 2013 en el "Global Adaptation Institute", ONG centrada en Adaptación al Cambio climático y el papel del sector privado. En este cargo fue revisor experto para el capítulo sobre Adaptación del Quinto Informe de Evaluación del IPCC. En Mapbox sirvió desde 2013 como científico jefe. En 2015 se unió al Laboratorio de Innovación del Banco Mundial, para liderar el trabajo de  big data.
Pertenece a juntas estratégicas de varias compañías, organismos gubernamentales y ONG, como Inmarsat y IamtheCode. Es parte del Panel de Jueces del Global Teacher Prize. Fue galardonado con el Programa de Becas de Posgrado de Políticas de Ciencia y Tecnología de Christine Mirzayan de la Academia Nacional de Ciencias de Estados Unidos. Desde octubre de 2017 es vicepresidente de impacto social (VP Social Impact) en Satellogic.
En abril de 2019 fue elegido cabeza de lista del partido político paneuropeo Volt para las elecciones al Parlamento Europeo de 2019 en España.
En julio de 2019 publica su libro "Impact Science" que trata sobre el papel del científico fuera de la academia, y enfocado hacia impacto social.
Pasó a formar parte del «comité de expertos» en asesoramiento al Gobierno durante la crisis del COVID-19.

## Distinciones y reconocimientos
- Galardonado en 2019 por el Instituto Choiseul como líder económico de España.[12]
- Joven Líder Mundial desde 2013 del Foro Económico Mundial.[13]
- Miembro del Global Future Council on Space Technologies del Foro Económico Mundial.[14]
- Miembro fundador de ECUSA.[15]
- Presidente del grupo de física solar durante el Año Internacional de la Astronomía.[16]
- Portada de la revista Astronomía nº124.[17]
- Coocreador de uno de los vídeos utilizados para ilustrar la entrada Sunspot (Mancha solar).[18]
- En abril de 2020 es invitado por el Gobierno de España en calidad de experto para diseñar la estrategia de salida tras la pandemia de COVID19[19]